# Goyenia
Goyenia là một chi nhện trong họ Desidae.